# Markus Raab
Markus Raab (* 22. April 1968 in Herzberg am Harz) ist ein deutscher Sportwissenschaftler, Sportpsychologe und Hochschullehrer.

## Leben
Raab wurde als Jugendlicher deutscher Vizemeister im Volleyball. Im Anschluss an sein 1988 in Hamburg bestandenes Abitur ging Raab 1989 zum Studium an die Freie Universität Berlin. Dort studierte er bis 1994 Sport, Germanistik und Erziehungswissenschaft für das höhere Lehramt und bis 1996 im Zweitstudium Deutsch als Fremdsprache. In Heidelberg studierte er im Drittstudium von 1995 bis 2001 zudem Psychologie.
Von 1996 bis 2001 war Raab am Institut für Sport und Sportwissenschaft der Universität Heidelberg als Wissenschaftlicher Mitarbeiter tätig. Im Jahr 2000 wurde in Heidelberg seine Doktorarbeit „SMART: Techniken des Taktiktrainings – Taktiken des Techniktrainings“ angenommen. Von 2001 bis 2003 hatte Raab am Max-Planck-Institut für Bildungsforschung in Berlin eine Stelle als Postdoktorand inne. 2001 wurde ihm der Karl-Feige-Preis der Arbeitsgemeinschaft für Sportpsychologie in Deutschland verliehen.
2004 schloss er an der Humboldt-Universität zu Berlin seine zweite Doktorarbeit (Thema: „Intervention und Evaluation im Sport“) ab. Ab 2003 war Raab am Institut für Bewegungswissenschaften und Sport der Universität Flensburg tätig, 2004 trat er dort eine Stelle als Junior-Professor an. Er blieb bis 2008 in Flensburg.
2008 wechselte Raab auf eine Professorenstelle am Psychologischen Institut der Deutschen Sporthochschule Köln (DSHS) und übernahm die Leitung der Abteilung Leistungspsychologie. 2010 wurde er geschäftsführender Leiter des Psychologischen Instituts. Zwischen 2009 und 2012 war Raab geschäftsführender Herausgeber der Zeitschrift für Sportpsychologie. Im Juli 2019 wurde er Vorsitzender der Europäischen Vereinigung für Sportpsychologie.
Zu den Schwerpunkten seiner wissenschaftlichen Arbeit gehören motorisches Lernen und motorische Kontrolle, Kognitionspsychologie sowie die Verbindung zwischen Sportpsychologie und Medien.